# Grand Prix Francji 1922
Grand Prix Francji 1922 (oryg. XVI Grand Prix de l'Automobile Club de France) – jeden z wyścigów Grand Prix rozegranych w 1922 roku oraz pierwszy spośród tzw. Grandes Épreuves.

## Lista startowa
| Nr | Kierowca            | Zespół | Samochód        | Silnik |   |
| -- | ------------------- | ------ | --------------- | ------ | - |
| 4  | Felice Nazzaro      |        | Fiat 804        |        | ? |
| 5  | Ernest Friderich    |        | Bugatti 30      |        | ? |
| 6  | Albert Guyot        |        | Rolland-Pilain  |        | ? |
| 7  | Jules Goux          |        | Ballot 2LS      |        | ? |
| 8  | Clive Gallop        |        | Aston Martin GP |        | ? |
| 9  | Jean Chassagne      |        | Sunbeam         |        | ? |
| 11 | Pietro Bordino      |        | Fiat 804        |        | ? |
| 12 | Pierre de Vizcaya   |        | Bugatti 30      |        | ? |
| 13 | Victor Hémery       |        | Rolland-Pilain  |        | ? |
| 14 | Giulio Foresti      |        | Ballot 2LS      |        | ? |
| 15 | Louis Zborowski     |        | Aston Martin GP |        | ? |
| 16 | Kenelm Lee Guinness |        | Sunbeam         |        | ? |
| 17 | Biagio Nazzaro      |        | Fiat 804        |        | ? |
| 18 | Jacques Mones-Maury |        | Bugatti 30      |        | ? |
| 19 | Louis Wagner        |        | Rolland-Pilain  |        | ? |
| 20 | Giulio Masetti      |        | Ballot 2LS      |        | ? |
| 21 | Henry Segrave       |        | Sunbeam         |        | ? |
| 22 | Pierre Marco        |        | Bugatti 30      |        | ? |
| Nr | Kierowca            | Zespół | Samochód        | Silnik |   |

## Wyniki

### Wyścig

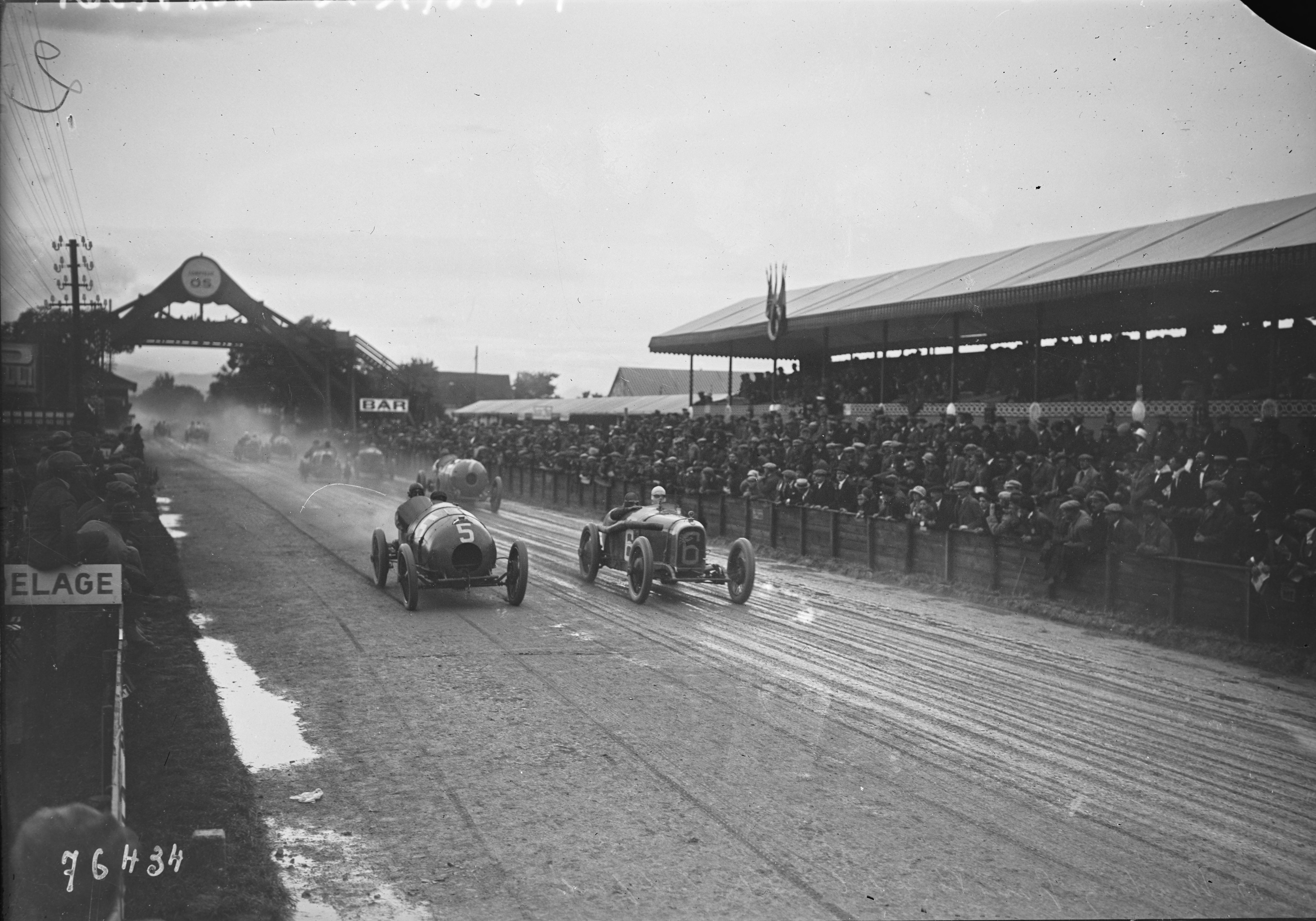
Start wyścigu

Źródło: formula1results.co.za
| P                 | + / –     | Nr | Kierowca            | Konstruktor    | Okr. | Czas / Strata     | Komentarz |
| ----------------- | --------- | -- | ------------------- | -------------- | ---- | ----------------- | --------- |
| 1                 | Bez zmian | 4  | Felice Nazzaro      | Fiat           | 60   | 6:17:17,0         |           |
| 2                 | 6         | 12 | Pierre de Vizcaya   | Bugatti        | 60   | +0:57:42,8        |           |
| 3                 | 15        | 22 | Pierre Marco        | Bugatti        | 60   | +1:40:47,2        |           |
| 4                 | 3         | 11 | Pietro Bordino      | Fiat           | 58   | Tylna oś, wypadek |           |
| 5                 | 9         | 18 | Jacques Mones-Maury | Bugatti        | 57   | +3 okr            |           |
| Niesklasyfikowani |           |    |                     |                |      |                   |           |
|                   |           | 17 | Biagio Nazzaro      | Fiat           | 51   | Tylna oś, wypadek |           |
|                   |           | 14 | Giulio Foresti      | Ballot         | 44   | Silnik            |           |
|                   |           | 7  | Jules Goux          | Ballot         | 31   | Wypadek           |           |
|                   |           | 8  | Clive Gallop        | Aston Martin   | 30   | Silnik            |           |
|                   |           | 21 | Henry Segrave       | Sunbeam        | 29   | Silnik            |           |
|                   |           | 15 | Louis Zborowski     | Aston Martin   | 19   | Silnik            |           |
|                   |           | 20 | Giulio Masetti      | Ballot         | 15   | Silnik            |           |
|                   |           | 5  | Ernest Friderich    | Bugatti        | 14   | Silnik            |           |
|                   |           | 13 | Victor Hémery       | Rolland-Pilain | 12   | Przegrzanie       |           |
|                   |           | 16 | Kenelm Lee Guinness | Sunbeam        | 5    | Silnik            |           |
|                   |           | 9  | Jean Chassagne      | Sunbeam        | 5    | Silnik            |           |
|                   |           | 6  | Albert Guyot        | Rolland-Pilain | 2    | Silnik            |           |
|                   |           | 19 | Louis Wagner        | Rolland-Pilain | 2    | Silnik            |           |
| P                 | + / –     | Nr | Kierowca            | Konstruktor    | Okr. | Czas / Strata     | Komentarz |

### Najszybsze okrążenie
Źródło: teamdan.com
| Nr | Kierowca       | Konstruktor | Czas   | Okr. |
| -- | -------------- | ----------- | ------ | ---- |
| 11 | Pietro Bordino | FIAT        | 5:43,0 |      |